# Федик Ігор Іванович
І́гор Іванович Фе́дик (нар. 28 квітня 1948, с. Великополе) — український історик, краєзнавець, педагог, науковий співробітник Центру досліджень визвольного руху, заслужений учитель України — 1992, 2008 року нагороджений орденом «За заслуги» III ступеня; десятками грамот та подяк керівництва освітою та адміністрацією міста Львова і області, грамотами кількох міністерств України; українські організації діаспори — медалями «Золотий Хрест», «Золотий Хрест за особливі заслуги», медаллю до 1000-річчя Хрещення Руси-України, почесними відзнаками та грамотами.

## Життєпис
Походить із селянської родини, виховувався в національно-свідомому та релігійному світогляді. За участь в національному русі його батька з усією родиною вивезли у Кемеровську область та Хабаровський край, звідки наприкінці 1950-х років повернулися до містечка Рудне.
1970 року вступає на історичний факультет Львівського державного університету імені Івана Франка, який успішно закінчив у 1976 році.
Ще під час навчання, з 1975 року, почав працювати вчителем історії у львівській середній загальноосвітній школі № 74, з 1976 року викладає історію у львівській середній загальноосвітній школі № 34.
У 1986 році йому присвоєно звання «вчитель-методист» — «за впровадження нових методичних розробок, підручників та програм».
Був делегатом Всесоюзного з'їзду працівників народної освіти 1988 року.
За педагогічні та наукові досягнення 1992 року йому присвоєно звання «Заслужений вчитель України».
Загалом написав більш як 360 статей з історії, краєзнавства та політології, які вийшли друком у Австралії, Великій Британії, Канаді, США, Україні, також надруковано його 10 книг.
Разом з сином Іваном (кандидат історичних наук, доцент кафедри історичного краєзнавства історичного факультету національного університету імені Івана Франка), опублікував ряд книг, зокрема 4 у рубриці «Сторінками історії Львова».
Довгі роки очолював методичне об'єднання вчителів Залізничного району м. Львова, керував методичними курсами вчителів історії та краєзнавства. Виховав низку істориків-краєзнавців, що стали вченими і педагогами; керував обласною школою вчителів-краєзнавців.
Ініціював та розробив програму для шкільного курсу «Львовознавство», готував для нього фахівців.
За його старань в 1992 році при львівській середній загальноосвітній школі № 34 відкрито музей Митрополита Андрея Шептицького, який він і очолив, згодом міністерство освіти присвоїло музею звання «зразковий».
Також заснував музей національно-визвольних змагань (Музей визвольної боротьби України, музей Першої Української Дивізії УНА) — почав з власної добірки історичних документів, книг, матеріалів, періодики, світлин, спогадів — згодом музей також отримав звання «зразкового».
2008 року нагороджений орденом «За заслуги» III ступеня — «за видатні досягнення в науково-педагогічній, краєзнавчій та науково-пошуковій роботі».
По багатьох містах України організовував пересувні історичні виставки.
Його дружина, Ольга Станіславівна — була мовознавцем.
Серед робіт:
- «Новітня історія», підручник для 10 класу, 1998, у співавторстві,
- «Наука, культура та освіта у міжвоєнний період», посібник для 10 класу, 1998,
- «Українські патріоти: синтез духу і чину», 1998,
- «Історія хору „Бурлака“», 2005,
- «Сторінками історії Львова», у 4-х частинах — 2001, 2005, 2007.